# Melancholia (film 2011)
Melancholia è un film del 2011 scritto e diretto da Lars von Trier.
Presentato in concorso al 64º Festival di Cannes dove la protagonista Kirsten Dunst ha ricevuto il premio per la miglior interpretazione femminile. Il regista per questo film si è ispirato a un episodio di depressione di cui ha sofferto.

## Trama
Il film è diviso in due parti e ruota attorno al rapporto conflittuale, ma nello stesso momento estremamente intimo, tra due sorelle molto diverse tra loro, mentre la Terra è minacciata da una catastrofe per l'imminente collisione con il pianeta Melancholia.

### Prima parte:Justine
È il giorno delle sue nozze con Michael, quando Justine Tautou, una ragazza all'apparenza allegra e solare, inizia a dare segni di depressione e il matrimonio diventa per lei angosciante tanto che, prima si isola in camera, poi tradisce il neo marito con un collega e, infine, si licenzia, insultando il proprio datore di lavoro. A fine serata, lasciata dal marito, Justine cerca conforto nei genitori divorziati, ma entrambi si dimostrano egoisti; l'unica in grado di starle vicino è la sorella Claire, che la mattina successiva la accompagna in un giro a cavallo. Durante la cavalcata Justine guarda il cielo e si accorge che Antares, la stella che aveva notato la sera precedente, è misteriosamente scomparsa.

### Seconda parte:Claire
Mesi dopo. Mentre Claire decide di ospitare la sorella Justine, ormai in forte crisi depressiva, nella villa in cui vive insieme al marito, John, e al figlio, Leo, la Terra è minacciata dall'enorme pianeta Melancholia che, dopo avere offuscato Antares, si dirige a forte velocità verso il nostro pianeta. Iniziano anche a verificarsi delle anomalie: i cavalli si imbizzarriscono, nevica nonostante le temperature estive, il campo elettromagnetico terrestre dà segni di cedimento (es.: non c'è più energia elettrica) e l'aria diviene rarefatta. Sebbene, come anticipatole da John, appassionato di astronomia, Melancholia passi solo vicino alla Terra, senza entrare nella sua orbita, ben presto si scopre che il pianeta alieno ha cambiato rotta e si sta fatalmente riavvicinando alla Terra. È così che Claire, scoperto che John, per sfuggire dal cataclisma, si è suicidato con un mix di farmaci, inizia a soffrire di crisi d'ansia e attacchi di panico, cerca conforto nella sorella Justine, che, assunto un atteggiamento di distaccata e lucida rassegnazione nei confronti dell’inevitabile catastrofe, ha costruito col piccolo Leo un rifugio immaginario: la "grotta magica". Poco prima che Melancholia colpisca la Terra, distruggendola, Justine, Claire e Leo entrano nella "grotta magica" e si tengono per mano.

## Produzione
L'idea per il film ha avuto origine durante una sessione di psicoterapia a cui Lars von Trier ha partecipato durante il trattamento del suo disturbo depressivo. Uno psicoterapeuta ha riferito al regista che le persone depresse hanno la tendenza ad agire con più calma degli altri sotto una forte pressione, perché si aspettano già avvenimenti spiacevoli. Trier ha poi sviluppato una storia senza i tratti di un film catastrofico e privo dell'ambizione di rappresentare realisticamente l'astrofisica, ma con l'intenzione di esaminare la psiche umana durante una catastrofe.
(Lars Von Trier a proposito della decisione di rivelare il finale all'inizio del film.)
L'idea di una collisione planetaria fu invece ispirata da vari siti web riguardanti teorie a proposito di questi eventi. Trier decise fin dal principio che sarebbe stato chiaro già all'inizio del film che ci sarebbe stata la fine del mondo, in questo modo il pubblico non sarebbe stato distratto dalla suspense dovuta al non sapere cosa accadrà. Il concept delle due sorelle è stato sviluppato tramite uno scambio di lettere tra il regista e l'attrice Penélope Cruz. Cruz scrisse di volere lavorare con Trier e di essersi entusiasmata per il dramma teatrale The Maids di Jean Genet. Durante i frequenti tentativi di Lars von Trier di scrivere un ruolo per l'attrice spagnola le due donne del dramma si evolsero nelle sorelle Justine e Claire in Melancholia. Il profilo del personaggio di Justine è basato su quello dello stesso Trier, mentre il nome è stato ispirato dal romanzo del 1791 Justine o le disavventure della virtù del Marchese de Sade.
Il film è stato prodotto dalla Zentropa, casa di produzione danese fondata nel 1991 da Lars von Trier e Peter Aalbæk Jensen, in co-produzione con Svezia (Sweden's Memfis Film), Francia (France's Slot Machine e Liberator Productions), Germania e Italia (Pappagallo Films). 7,9 milioni di corone danesi provengono dal Danish Film Institute, 600,000 euro da Eurimages e 3 milioni di corone svedesi dallo Swedish Film Institute. Sussidi addizionali sono stati forniti da Film i Väst, DR, Arte France, CNC, Canal+, BIM, Filmstiftung Nordrhein-Westfalen, Sveriges Television and Nordisk Film- & TV-Fond. Il budget totale è di 52,5 milioni di corone danesi.
Penelope Cruz doveva inizialmente interpretare il ruolo principale, ma abbandonò quando il calendario delle riprese di un altro progetto venne cambiato. Trier, sotto consiglio del regista statunitense Paul Thomas Anderson, offrì il ruolo a Kirsten Dunst, che accettò.

## Il mito di Ofelia

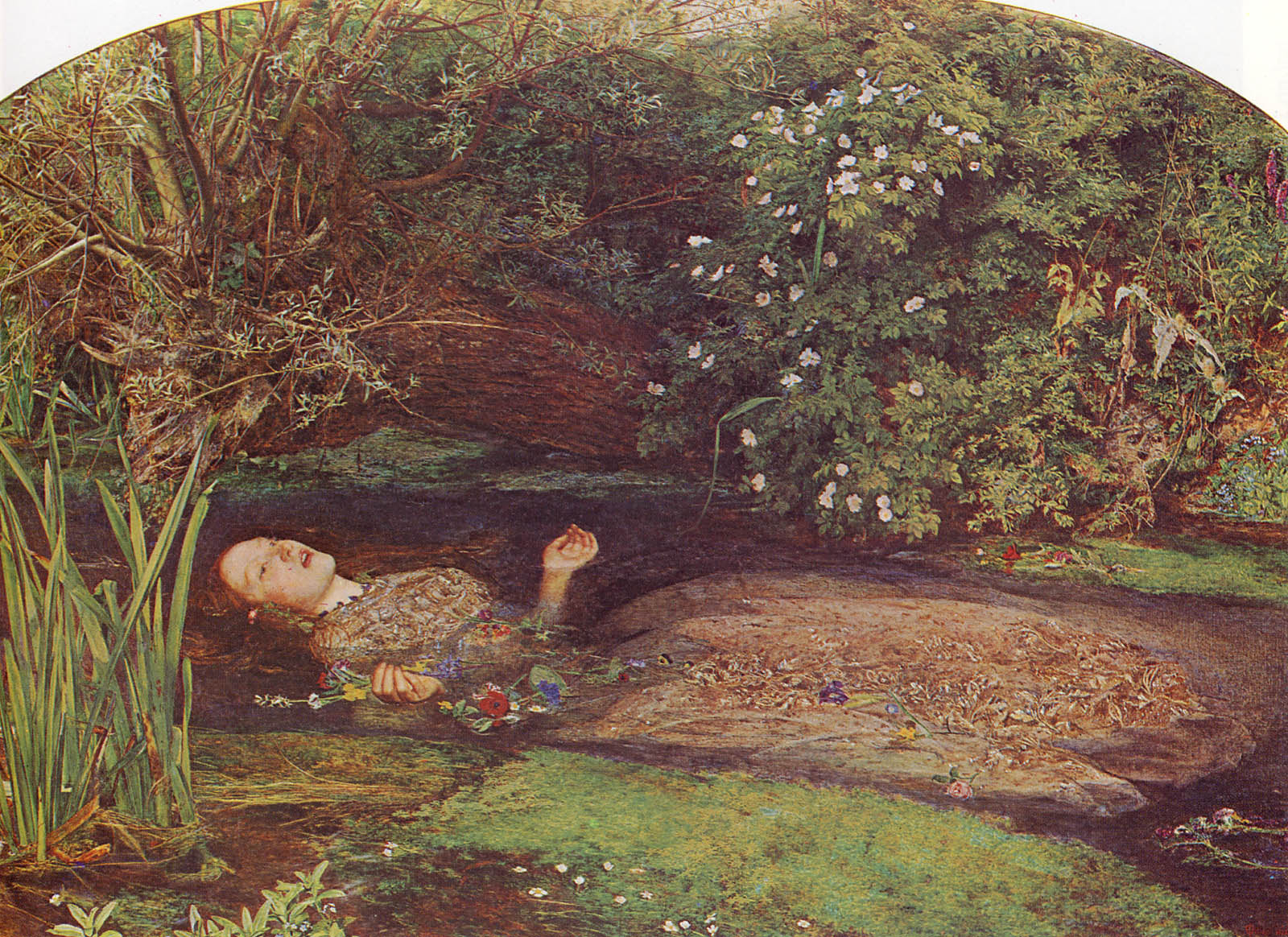
Ofelia di John Everett Millais, 1852, conservato alla Tate Gallery di Londra

Il film cita più volte il personaggio dell'Amleto Ofelia, aristocratica danese dell'opera di William Shakespeare, fidanzata del principe e morta suicida dopo l'abbandono di lui. La locandina del film, nonché una scena dell'introduzione, mostrano l'attrice Kirsten Dunst lasciarsi trasportare dal fiume proprio come Ofelia nel celeberrimo dipinto omonimo di John Everett Millais del 1852. In seguito, durante la prima parte dedicata a Justine, la protagonista apre i libri di arte nella biblioteca del cognato e mette in mostra tra gli altri anche il dipinto di Millais.

## Distribuzione
Il film è stato presentato in Francia il 18 maggio 2011 al 64º Festival di Cannes, mentre negli USA è stato presentato al New York Film Festival il 3 ottobre 2011. In Italia è distribuito nei cinema a partire dal 21 ottobre 2011.

## Accoglienza

### Incassi
A fronte di un budget stimato compreso tra i 7,5 e i 10 milioni di dollari il film incassa a livello mondiale 18 milioni di dollari a cui si aggiungono altri 2 milioni di dollari in vendite DVD.

### Critica
Il film è stato accolto da critiche prevalentemente positive. Sul sito di recensioni Rotten Tomatoes ha ricevuto l'approvazione del 78% dei critici, dell'80% dei critici Top e del 68% del pubblico e particolarmente elogiate sono state l'interpretazione di Kirsten Dunst e la visione di Lars von Trier di temi come depressione e distruzione. Su Metacritic ha ottenuto un voto di 80/100 da parte dei critici e 7.0/10 da parte del pubblico.
Anche in Italia il film ha trovato consensi. Sul sito Coming Soon riceve un voto di 8.6/10 mentre su MYmovies.it ha avuto una votazione di 3.6/5 con 3.5 stelle su 5 da parte dei critici e 3 stelle su 5 da parte del pubblico. Melancholia è stato definito come un film "evocativo, misterioso e affascinante" da La Stampa e come "Il film più bello, complesso e conturbante del Festival di Cannes" da Alessandra Mammì su l'Espresso. Molto apprezzata è la sequenza di apertura e la performance dei tre attori protagonisti (Kirsten Dunst, Charlotte Gainsbourg, Kiefer Sutherland), mentre tra gli aspetti negativi alcuni critici citano la durata del film, considerata eccessiva, e la somiglianza della prima metà della pellicola con Festen - Festa in famiglia del 1998.

## Riconoscimenti
- 2012 - AACTA Award
  - Nomination Miglior film internazionale a Meta Louise Foldager Sørensen e Louise Vesth
  - Nomination Miglior regista internazionale a Lars von Trier
  - Nomination Miglior attrice internazionale a Kirsten Dunst
  - Nomination Miglior sceneggiatura originale a Lars von Trier
- 2011 - Festival di Cannes
  - Miglior interpretazione femminile a Kirsten Dunst
  - Nomination Palma d'oro a Lars von Trier
- 2012 - Premio César
  - Nomination Miglior film straniero a Lars von Trier
- 2012 - David di Donatello
  - Nomination Miglior film europeo a Lars von Trier
- 2011 - European Film Awards
  - Miglior film a Lars von Trier, Meta Louise Foldager e Louise Vesth
  - Miglior fotografia a Manuel Alberto Claro
  - Miglior scenografia a Jette Lehmann
  - Nomination Miglior regista a Lars von Trier
  - Nomination Migliore attrice a Kirsten Dunst
  - Nomination Migliore attrice a Charlotte Gainsbourg
  - Nomination Migliore sceneggiatura a Lars von Trier
  - Nomination Miglior montaggio a Molly Marlene Stensgaard
- 2012 - Premio Goya
  - Nomination Miglior film europeo a Lars von Trier
- 2011 - Kansas City Film Critics Circle Awards
  - Miglior attrice protagonista a Kirsten Dunst
- 2012 - Premio Robert
  - Miglior film a Lars von Trier, Meta Louise Foldager e Louise Vesth
  - Miglior regia a Lars von Trier
  - Miglior attrice protagonista a Kirsten Dunst
  - Miglior attrice non protagonista a Charlotte Gainsbourg
  - Migliore sceneggiatura a Lars von Trier
  - Miglior fotografia a Manuel Alberto Claro
  - Miglior montaggio a Molly Marlene Stensgaard
  - Miglior scenografia a Jette Lehmann
  - Miglior sonoro a Kristian Eidnes Andersen
  - Miglior effetti speciali a Hummer Højmark e Peter Hjorth
  - Nomination Miglior attore non protagonista a Alexander Skarsgård
  - Nomination Miglior costumi a Manon Rasmussen
  - Nomination Miglior trucco a Dennis Knudsen e Linda Boije af Gennäs
- 2012 - Saturn Award
  - Miglior attrice protagonista a Kirsten Dunst
  - Nomination Miglior film internazionale
  - Nomination Miglior attrice non protagonista a Charlotte Gainsbourg
- 2012 - Central Ohio Film Critics Association Awards
  - Nomination Miglior film
  - Nomination Miglior regia a Lars von Trier
  - Nomination Migliore attrice protagonista a Kirsten Dunst
  - Nomination Miglior fotografia a Manuel Alberto Claro
- 2011 - Chicago Film Critics Association Award
  - Nomination Miglior attrice a Kirsten Dunst
  - Nomination Miglior fotografia a Manuel Alberto Claro
- 2012 - Independent Spirit Awards
  - Nomination Miglior film internazionale a Lars von Trier
- 2012 - Nastro d'argento
  - Nomination Regista del miglior film europeo a Lars von Trier
- 2011 - Los Angeles Film Critics Association Award
  - Nomination Miglior attrice a Kirsten Dunst
- 2011 - New York Film Critics Circle Awards
  - Nomination Miglior film
  - Nomination Miglior regia a Lars von Trier
  - Nomination Miglior attrice protagonista a Kirsten Dunst
  - Nomination Miglior fotografia a Manuel Alberto Claro
- 2012 - Premio Bodil
  - Miglior film a Lars von Trier
  - Miglior fotografia a Manuel Alberto Claro
  - Nomination Miglior attrice protagonista a Kirsten Dunst
  - Nomination Miglior attore non protagonista a Kiefer Sutherland
  - Nomination Miglior attore non protagonista a John Hurt
  - Nomination Miglior attrice non protagonista a Charlotte Gainsbourg
  - Nomination Miglior attrice non protagonista a Charlotte Rampling
- 2011 - Camerimage
  - Nomination Rana d'oro a Manuel Alberto Claro
- 2011 - Dallas-Fort Worth Film Critics Association Awards
  - Nomination Miglior attrice a Kirsten Dunst
- 2012 - London Critics Circle Film Awards
  - Nomination Attrice dell'anno a Kirsten Dunst
  - Nomination Rendimento tecnico dell'anno (per la fotografia) a Manuel Alberto Claro
- 2012 - National Society of Film Critics Awards
  - Miglior film
  - Miglior attrice a Kirsten Dunst
  - Nomination Miglior regia a Lars von Trier
  - Nomination Miglior fotografia a Manuel Alberto Claro
- 2012 - SESC Film Festival
  - Miglior film straniero a Lars von Trier
  - Miglior attrice straniera a Kirsten Dunst